# Сідні Фаулер Райт
С(ідні) Фаулер Райт (англ. S. Fowler Wright) (6 січня 1874, Смесвік, церемоніальне графство Західний Мідленд, Західний Мідленд, Англія, Велика Британія — 25 лютого 1965, Мідгьорст, Західний Сассекс, регіон, Південно-Східна Англія, Англія, Велика Британія) — англійський прозаїк і поет, переважно відомий як автор наукової фантастики, детективної літератури (переважно під псевдонімом Сідні Фаулер) та історичних романів. 

## Життєпис
Батько Райта був бухгалтером і баптистським проповідником Стівеном Райтом, його мати Емілі Гертруда, уроджена Фаулер, померла в 1882 році, коли йому було всього 8 років.
Райт відвідував Школу короля Едварда у Бірмінгемі лише короткий час, залишив школу в одинадцять років , потім продовжив самоосвіту і, нарешті, почав працювати бухгалтером, як і його батько. продячи свій підлітковий вік, вивчаючи літературу, коли не працював. З юних років Райт свідомо вів здоровий спосіб життя; він не курив і не їв м'яса, рідко вживав алкоголь. Райт також регулярно займався спортом, гуляючи в походах або їздивши на велосипеді в сільській місцевості.
У 1895 році він одружився з Джулією Еллен (Неллі) Ешбаррі, з якою мав шестеро дітей до її смерті в 1918 році. У 1920 році він одружився з Анастасією Ґертрудою (Трудою) Генкок, з якою мав ще чотирьох дітей.

## Творчість
Спочатку Райт був виступав як поет і перекладач. У 1917 році Райт допоміг заснувати Лігу поезії Імперії та редагував журнал Ліги «Поезія». Райт використовував «Поезію», щоб опублікувати свої переклади «Пекла» Данте та «Чистилища».
Протягом десятиліть він займався двома головними перекладацькими проєктами: по-перше, перекладом цілого кола легенд про короля Артура чистими віршами.
Його частина, «Сцени зі смерті Артура», з’явилася в 1919 році під псевдонімом Алан Сеймур. Робота була завершена в 1940 році, але рукопис був знищений під час бліцу. Райт почав спочатку, але врешті твір так і не було опубліковано. Ще одним із великих проектів Райта був переклад «Божественної комедії» Данте Аліг’єрі. Перша книга «Пекло» (Inferno) була опублікована в 1928 році, друга «Чистилище» (Purgatorio) в 1954 році та третя — «Рай» (Paradiso) посмертно в 2012 році.
У 1917 році Райт був одним із співзасновників Імперської поетичної ліги, філантропічної асоціації для просування культури та поезії, до якої входив Г. К. Честертон, серед інших. Райт став керівником Merton Press, видавця Empire Poetry League, де він опублікував низку поетичних антологій, і був редактором їхнього журналу Poetry (пізніше як Poetry and the Play ) до 1932 року. Merton Press також опублікував згаданий вище уривок з епосу Райта про Артура, а також роман 1925 року «Амфібії».
Писати фантастику почав в 1920-х роках. Книга «Science-Fiction: The Early Years» описує Райта як «найбільшого британського письменника жанру наукової фантастики між Веллсом і сучасністю». Його першим науково-фантастичним романом були «Амфібії» (1924), в якому мандрівник у часі переноситься у далеке майбутнє, де людство зникло, а світ населений ніжними, телепатичними земноводними і расою велетенських троглодитів, що живуть у печерах.
Але це був не перший роман Райта «Потоп» 1928 року про повінь, яка спустошує Британію, мав успіх і згодом був екранізований у голлівудському фільмі з такою ж назвою. «Острів капітана Горобця» (1928) був натхненний «Островом доктора Моро» Герберта Веллса. У романі Райта розповідається про расу звіролюдей, схожих на сатирів, яких переслідують люди. , завершений у 1920 році, не знаходив видавця багато років. У 1927 році Райт самостійно опублікував книгу. Це був великий успіх і єдиний справжній успіх Райта як автора. Книга також була опублікована в США і там у 1933 році знято фільм. У романі значні частини Європи затонули в морі внаслідок тектонічного підняття та опускання, Англія тепер є лише ланцюгом островів, а те, що не затонуло в морі, було знищено величезним штормом. Ті, хто вижив, включаючи адвоката Мартіна Вебстера, тепер намагаються побудувати новий світ із уламків. Згодом Вебстер знаходить інших тих, хто вижив, і стає їхнім лідером, він також знаходить партнера, і разом вони стикаються з загрозами, які становлять мілітаристські чи злочинні групи інших тих, хто вижив. Однак це не пригодницька чи любовна історія з апокаліптичним підґрунтям, а фактично темою є побудова нового суспільного договору та пов’язані з ним моральні питання.
Підбадьорений успіхом «Потопу», Райт став дуже продуктивним у наступні роки. Окрім «Світу внизу» (1929), продовження «Амфібій» і «Світанку» (1929), продовження «Потопу», він написав роман «Острів капітана Горобця» (1928), а також оповідання, які увійшли до перша збірка, «Нові боги», у 1932 році з’явилася «Свинець», включаючи тепер часто передруковане оповідання «Щур», у якому вчений відкриває сироватку безсмертя та розмірковує над тим, чи було б бажано робити людей безсмертними такими, якими вони є сьогодні, незважаючи на їхню зіпсованість і неадекватність.
У 1934 році Райт відвідав нацистську Німеччину, щоб написати серію газетних статей. Стривожений побаченим, він написав три романи про майбутню війну в Європі: «Прелюдія в Празі: війна 1938 року», «Чотириденна війна» та «Хребет Медігго».
Райт зміг повністю зосередитися на письменництві лише наприкінці життя. Коли вийшов його перший роман, йому було вже 50 років. Коли його сучасники Герберт Веллс і Вільям Гоуп Годжсон створили собі репутацію важливих авторів науково-романістичного стилю британської фантастики, Райт все ще працював бухгалтером. Найпродуктивніший етап Райта припав на той час, коли ця форма вже повільно занепадала, а інтерес читачів до песимістичних уявлень про майбутнє з соціально-освітніми вимогами давно почав слабшати. Однак Райт залишався продуктивним, написавши цілу серію кримінальних романів, за одним з яких був знятий фільм («Три свідки», 1935), а також біографію Вальтера Скотта, політичні есе та трактати, і неодноразово мав труднощі з пошуком видавця. за його твори.
У 1940 році Райт був найнятий лондонським видавцем «Гартфорд вукшоп» (англ. «Hatchard's Bookshop»), щоб наглядати за його журналом «Книги сьогодення» (англ. «Books of Today»). Деякі з творів Райта були опубліковані тут у нових виданнях, а також інший том оповідань, «Відьмошукач» (The Witchfinder, 1946). Крім того, деякі книги Райта, які зараз класифікуються як наукова фантастика, були опубліковані в США та меншими британськими видавництвами.
Після Другої світової війни продуктивність Райта знизилася, і після смерті дружини в 1956 році він жив по черзі з дітьми. Райт помер у 1965 році у віці 91 року. Деякі його твори були опубліковані лише посмертно. Частина його маєтку знаходиться у фондах бібліотеки Рівери при Каліфорнійському університеті в Ріверсайді.